# Zriba
Zriba (زريبة‎ Zriba.wavⓘ) o Hammam Zriba es una ciudad situada a aproximadamente a 60 kilómetros al sur de Túnez al pie del Djebel Zaghouan.Zriba.wavⓘ
Unida administrativamente a la gobernación de Zaghouan, constituye una municipalidad que contaba con 9 002 habitantes en 2004.
Se hallan los hamams, que le dan su nombre, así como una antigua mina.
Detrás del hamam principal descansa el despojo de un santo del nombre de Sidi Zekri.
El festival, que sedesarrolla todos los años en julio, permite descubrir la ciudad a través de varias actividades culturales.
Zriba comporta también una zona industrial de 143 hectáreas que aprovecha la cualificación de la mano de obra local.

## Ciudad vieja

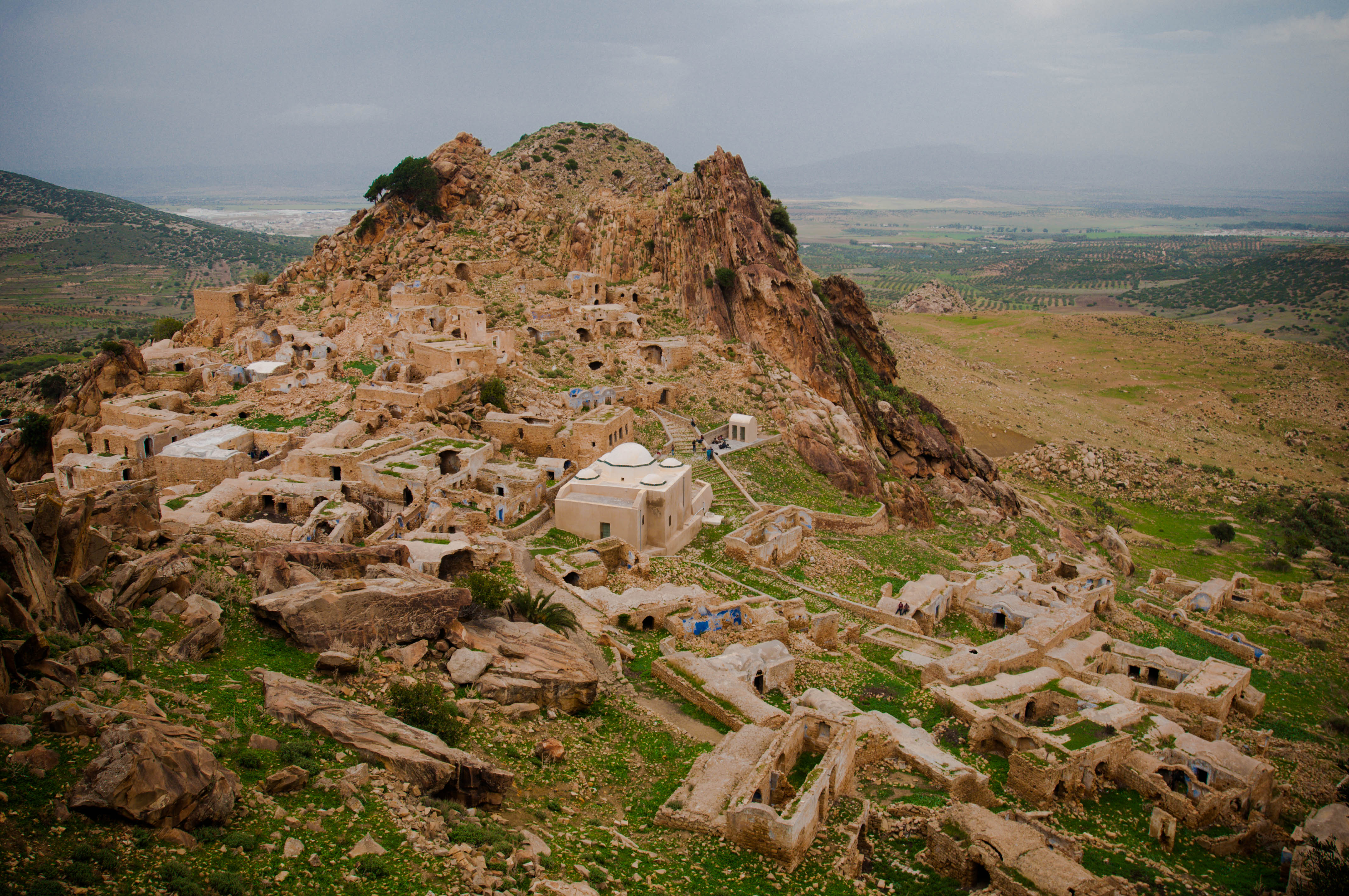
Vista de la ciudad vieja.

El antiguo pueblo, Zriba Olia (Zriba «la elevada»), de origen bereber, está ubicado a aproximadamente tres kilómetros al sur de Hammam Zriba. Construido entre dos picos rocosos, el pueblo está actualmente en ruinas,y ofrece una vista sobre el Djebel Zaghouan, la cuarta cumbre más elevada de Túnez después del Djebel Chambi.
En medio del antiguo pueblo se encuentra una zawiya dedicada a Sidi Abdel Kader Jilani, fundador de la Qadiriyya, inhumado en Bagdad. Esta zawiya, construida en el siglo XVII, ha sido objeto de restauración; alberga elementos arquitectónicos antiguos y ha jugado el rol de escuela coránica (kouttab) para los jóvenes aldeanos.
Zriba ha sido abandonada por sus habitantes en los años 1960, después del desarrollo de la nueva ciudad en la llanura. En 2010, las cuatro a cinco familias que allí vivían contaban con una veintena de almas. La mayoría de las casas abovedadas, pero en ruinas, sirven de majadas.